# Marwari (Pferd)
Der Marwari ist eine sehr robuste indische Pferderasse, die für ihre Sichelohren bekannt ist.

## Exterieur
Marwaris werden gegenwärtig nur in Rajasthan und den benachbarten indischen Bundesstaaten gezüchtet. Sie waren ursprünglich Kriegspferde und werden heute als vielseitig einsetzbare Reitpferde bei Privatpersonen, Armee und Polizei geschätzt. Die Vorfahren der Marwaris kamen wahrscheinlich aus Zentralasien, da heute noch die Ähnlichkeit mit den Pferden aus Turkmenistan (Achal-Tekkiner, Karabaier) unverkennbar ist. Außerdem wurden Marwari-Pferde von orientalischen Rassen (Arabern, Persischen Arabern) beeinflusst. Diese Pferderassen brachten die islamischen Invasoren ab dem 8. Jahrhundert n. Chr. mit nach Indien, wo sie mit einheimischen Pferden gekreuzt wurden. Das Marwari-Pferd kommt in allen Farben vor, auch als Palomino oder Schecke. Es ist drahtig gebaut, hat einen markanten Widerrist und einen langen Rücken. Die Bemuskelung scheint – verglichen mit europäischen Rassen – eher unterdurchschnittlich, vor allem die oft sehr schmale Brust ist auffallend. Dennoch zeichnet sich die Rasse durch große Härte, Ausdauer und hohe Schnelligkeit aus.

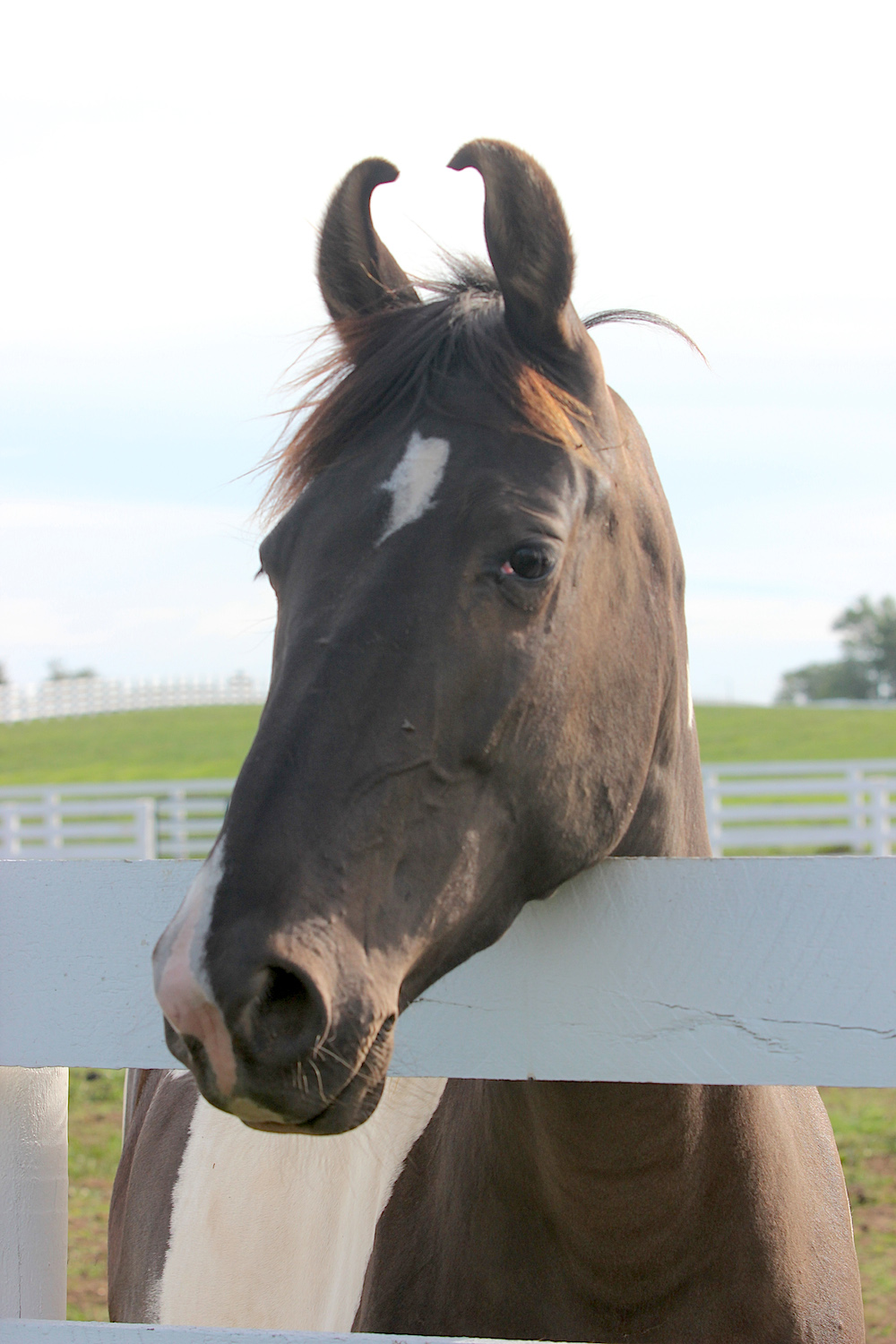
Kopf mit den charakteristischen Ohren

Der Kopf ist mittelgroß, trocken und gerade mit einem flachen Maul, weit auseinander liegenden, großen Augen und den charakteristischen, sichelförmigen Ohren, deren Spitzen sich – vor allem bei Stuten – oft sogar berühren. Diese besonderen Ohren lassen sich um mehr als 180° drehen. Außer bei den Kathiawari-Pferden, einem Cousin des Marwari-Pferdes, gibt es bei keiner anderen Rasse solch gebogene Ohren. Diesen wird ein außergewöhnliches Gehör nachgesagt. Die Beine sind sehr lang, mit widerstandsfähigen Hufen, die auch in extrem steinigen Gegenden nicht beschlagen werden müssen. Selten kommt es zu Lahmheit oder Erkrankung der Beine und Hufe. Die Tiere sind auch in schwierigstem Gelände ausgesprochen trittsicher.
Der Marwari ist ein sehr elegantes Pferd mit feinem, seidigem Fell und Langhaar. Er zeigt oft einen natürlichen Passgang (Revaal, einen lateral verschobenen Tölt, der sehr bequem zu sitzen ist und sowohl langsam als auch schnell gelaufen wird). Sein Stockmaß beträgt etwa 145 bis 165 cm.
Marwari bedeutet wörtlich übersetzt: „aus dem Land des Todes“.

## Zuchtgeschichte
Afghanen und Mogule brachten bei ihrem indischen Feldzug ihre Pferde nach Marwar (das heutige Jodhpur). So wurden die Pferdebestände der Rajputen, den traditionellen Herrschern von Marwar, aufgestockt, welche harte Kriegspferde (die auf kargem Boden gedeihen konnten, anspruchslos, intelligent und von gutem Charakter waren) brauchten. Die Rajputen waren seit jeher ein Reitervolk, welche schon immer einen besonderen Bezug zu ihren Pferden hatten. Etwa im 12. Jahrhundert begannen die Rajputen, selektive Pferdezucht zu unterstützen, indem sie die besten Hengste zur Verfügung stellten. Erst als sie 1193 im Krieg ihr Königreich Kannauj verloren und sich in die große indische Wüste, die Wüste Thar, zurückzogen, begannen sie, ein gutes Wüstenpferd, also ein robustes, schnelles, extrem hartes und Kälte und Hitze trotzendes Pferd, zu züchten, den Marwari. Dieser ähnelt stark den Pferden aus Turkmenistan und der indischen Pferderasse Kathiawari. In den 30er Jahren hatte die Anzahl der Marwaripferde stark abgenommen, ist jetzt aber wieder stabil.
Die Marwari-Pferde dürfen nicht in die EU eingeführt werden, da in Indien noch die Afrikanische Pferdepest herrscht.